# Île d'Oléron
Île d'Oléron (santonško Ilâte d'Olerun) je otok ob zahodni francoski obali v Biskajskem zalivu, upravno del departmaja Charente-Maritime regije Akvitanija-Limousin-Poitou-Charentes. Otok je občasno pripadal ali pokrajini Aunis ali pokrajini Saintonge, vsled mnogih vojn med Anglijo in Francijo, zlasti v srednjeveškem obdobju.
Otok je od 19. marca 1966 povezan s celinskim delom Francije preko drugega najdaljšega, 3021 metrov dolgega mostu, zgrajenega iz prednapetega betona in 45 pravokotnih stebrov. Zaradi visoke stopnje sončnih dni skozi vse leto nosi vzdevek sončni otok - « la Lumineuse ».

## Geografija
Po površini 174 km² (30 km po dolžini, 8 km po širini) je za Korziko drugi največji francoski otok, neupoštevajoč francoskih prekomorskih ozemelj. Zahodno obalo otoka obliva voda Biskajskega zaliva oz. Atlantika, od severno ležečih otokov Île de Ré in Île d'Aix ga ločuje Antiohijski preliv, na jugovzhodu, kjer se najbolj približa celini, pa ga omejuje Maumussonski preliv. V slednjega se s celine izlivata reki Charente in Seudre. Zaradi obilnega dotoka sladke vode je na tem ozemlju zelo razvito gojenje ostrig.
Oléron je upravno razdeljen na dva kantona, ki pripadata okrožju Rochefort. Severno ležeči s sedežem v Saint-Pierru je razdeljen na štiri občine, poleg Saint-Pierra v osrednjem delu otoka še La Brée-les-Bains, Saint-Denis-d'Oléron (morsko letovišče) in Saint-Georges-d'Oléron. Južni del otoka pripada kantonu Château-d'Oléron z istoimenskim sedežem, v katerem se nahajajo še občine Dolus-d'Oléron, Le Grand-Village-Plage in Saint-Trojan-les-Bains. Na otoku živi po oceni iz leta 2006 20.991 prebivalcev.

## Zgodovina
V rimskem obdobju je bil Oléron del arhipelaga, sestavljenega iz treh manjših otokov, poleg njega še Île d'Aix in Île de Ré. V 7. in 8. stoletju se je otočje imenovalo Vacetae Insulae (po Aethicusovi Kozmografiji. Vaceti oz. Vasconi (Baski) naj bi namreč v tem času nadzirali oz. prebivali na tem ozemlju.
Na mestu pristanišča Château-d'Oléron je že v antiki stala utrdba, galo-rimski castrum Ularius oz. Uliaros, od katerega poteka tudi sedanje poimenovanje otoka.
Konec 12. stoletja je na svojem gradu v Châteauju prebivala in vladala otoku sprva frankovska, kasneje angleška kraljica Eleonora Akvitanska. V tem času, predno se je umaknila v samostan Fontevraud, kjer je umrla v letu 1204, so se uveljavila pomorska pravila imenovana Rôles d'Oléron.
V času francoskih verskih vojn je protestantski vojvod Benjamin de Rohan leta 1625 vodil hugenote pri uporu proti francoskemu kralju Ludviku XIII. Po zasedbi sosednjega otoka Île de Ré in neuspešnem trimesečnem obleganju trdnjave v Blavetu se je obrnil proti Oléronu. Z njegovo okupacijo je za nekaj časa prevzel nadzor nad obalo od Nantesa do Bordeauxa in postal vodja reform, imenovan "Admiral Protestantske cerkve". Nekaj mesecev kasneje, septembra 1625, se je na osvojitev otoka odpravil katoliški vojskovodja Karel Guiški in porazil protestantsko floto pri čemer je Rohan moral ob neuspešnem protinapadu zbežati v Anglijo.
V 18. stoletju je bila na mestu nekdanjega gradu pod nadzorom vojaškega inženirja Vaubana zgrajena citadela, v času francoske revolucije preurejena v zapor.
Med drugo svetovno vojno je bil otok eno zadnjih oporišč nemške vojske v Franciji, osvobojen 1. maja 1944 s strani francoskih komandosov.